# PCW
A PCW (1992 és 2023 között PC World) egy számítástechnikai magazin, amely 1992. január 14. óta van jelen a magyarországi piacon. A magazin 2022 decemberéig nyomtatott és digitális formában volt elérhető, 2023 januárjától azonban a megnövekedett nyomda- és terjesztési költségek, valamint energiaárak miatt a magazin teljes egészében az online térbe, digitális formába állt át. Jelenlegi nevét 2023 szeptember végén vette fel, az októberi magazin már az új címen jelent meg.

## A havilap
Olvasmányos és közérthető havilap a hardverek, a szoftverek és a szórakoztató elektronika világáról. Hardver- és szoftvertesztjeivel és felhasználói tippjeivel hónapról hónapra segít a vásárlásban, továbbá tájékoztat a legújabb mobiltelefonokról, irodai eszközökről, MP3-lejátszókról, digitális fényképezőgépekről és videokamerákról, DVD-lejátszókról. Önálló videórovata a DVD mellékleten nézhető PC Studio, amelyben a hazai lapok közül elsőként, 2003 szeptembere óta félórás tévéműsorral tájékoztat az újdonságokról.
Az újság állandó rovatai:
- Trend – a legfrissebb trendek, hírek a számítástechnika világából
- Hardver – itt számolnak be a legújabb hardverekről
- Mobil – mindent a legújabb mobilokról és szolgáltatásaikról
- Szoftver – a hónap szoftverei, és egyéb hasznos programok
- Életmód – a technika behálózza életünket, ismerjük meg
- Tippek – legfontosabb elemei a segélyvonal és a weboldalkészítő suli
- Lapindító, Postafiók, DVD tartalom, Piactér, Következő szám tartalma

## Online
A PC World önálló online kiadványa a www.pcworld.hu, amely számítástechnikai napilapként működik. Olvasóinak számítástechnikai problémáik esetén azonnali segítséget nyújtanak a Segélyvonal fórumon, vagy a segelyvonalpcworld.hu e-mail címen. A PC Studio adásai online is nézhetők.
A nonstop MOBIL a PC World Online telekommunikációval, navigációval, mobil számítástechnikával foglalkozó állandó melléklete.
A melléklet 2008 májusában indult.

## Mellékletek
A kezdeti flopimellékletet, CD-t 2003 óta DVD-melléklet váltotta fel. A dupla rétegű, 9 GB-os lemezen minden hónapban teljes verziójú felhasználói programok és számtalan fontos alkalmazás található.

## Megjelenések
A havilap általában minden hónap első hetén jelent meg. Újságárusnál is megvásárolható, ára 1995 Ft. A 2022 decemberi lapszám volt az utolsó, továbbiakban online működik tovább.
A 2011. március előtt megjelent lapszámok digitális változatai ingyenesen letölthetők a tablamagazin.hu oldalról.

## Társlapjai
- GS (korábban GameStar)
- ComputerTrends